# Carl Neumann (Geograph)
Carl Neumann (auch Karl Johann Heinrich Neumann, * 27. Dezember 1823 in Königsberg (Preußen); † 29. Juni 1880 in Breslau) war ein deutscher Geograph und Historiker.

## Leben und Werk
Carl Neumann, der Sohn eines Bäckermeisters, sollte ursprünglich Volksschullehrer werden. 1838 verließ er das Lehrerseminar und ging an das Kneiphöfische Gymnasium. Von 1842 bis 1846 studierte er Geschichte an der Albertus-Universität Königsberg, vor allem bei Wilhelm Drumann und Friedrich Wilhelm Schubert. Da er beinahe mittellos war, konnte er zunächst keine akademische Laufbahn verfolgen und arbeitete stattdessen als Hauslehrer in Tarputschen bei Familie von Saucken und auf Schloss Steinort bei Graf Karl von Lehndorff.
Während der Revolutionsjahre 1848/49 engagierte sich Neumann mit Flugschriften und Zeitungsartikeln für die konstitutionelle Partei. 1851 übernahm er die Redaktion der Hartungschen Zeitung in Königsberg. 1852 wechselte er in die Redaktion der Constitutionellen Zeitung in Berlin. In dieser Position wurde er von den Reaktionären angefeindet, in Prozesse verwickelt und von der Polizei drangsaliert. Sein Aufenthaltsrecht in Berlin sicherte er sich erst nach zwei Jahren, als Wilhelm Prinz von Preußen persönlich für ihn eintrat.
Durch seine publizistische Arbeit war Neumann finanziell in der Lage, seine historischen Studien fortzusetzen. Er legte 1852 an der Universität Königsberg eine Dissertation über die Geschichte der Stadt Olbia am Schwarzen Meer vor, mit der er zum Dr. phil. promoviert wurde. In den nächsten drei Jahren arbeitete er an einer Schrift über Die Hellenen im Skythenlande, deren erster (und einziger) Band 1855 erschien. Das Werk wurde von der Gelehrtenwelt sehr wohlwollend aufgenommen: Es brachte Neumann in Kontakt mit den Geographen Alexander von Humboldt und Carl Ritter und vor allem mit den Verlegern geographischer Fachzeitschriften, die Neumann als Herausgeber gewinnen wollten. Neumann lehnte das Angebot des Verlags Perthes in Gotha ab und entschied sich für die Zeitschrift für Erdkunde, deren Qualität er in den nächsten Jahren auf das Niveau der Gothaer Konkurrenz hob.
Auch die preußische Regierung erkannte Neumanns Leistungen an. Sie ernannte ihn 1860 zum außerordentlichen Professor an der Universität Breslau, allerdings ohne ihn dorthin zu senden. Stattdessen war Neumann als Hilfsarbeiter im Staatsministerium unter Rudolf von Auerswald und im Auswärtigen Amt unter Albrecht von Bernstorff tätig. Ab Herbst 1862 bemühte sich Neumann um die Erlaubnis, sein Lehramt in Breslau antreten zu können, was ihm nach einem zweiten Gesuch im Frühjahr 1863 gewährt wurde.
Im November 1863 trat Neumann als außerordentlicher Professor an der Universität Breslau an. Sein Lehrauftrag umfasste die Fächer Geographie und Alte Geschichte, und er bemühte sich, die verschiedenen Fächer in ihrer ganzen Breite zu vertreten. Seine publizistische Tätigkeit ließ er daneben fast ganz ruhen und konzentrierte sich ganz auf die Ausarbeitung der Vorlesungen. Seine Stelle wurde 1866 in eine ordentliche Professur umgewandelt, nachdem er eine Versetzung an die Universität Greifswald abgelehnt hatte.
Carl Neumann starb 1880 im 57. Lebensjahr an einem an einem Lungenemphysem. Seine Schüler Joseph Partsch, Theodor Liebisch, Eberhard Gothein und Gustav Faltin bemühten sich nun darum, sein Lebenswerk der Öffentlichkeit zugänglich zu machen. Aus dem Nachlass veröffentlichten sie eine Geschichte Roms während des Verfalles der Republik (2 Bände, 1881–1884) mit einem Anhang über Das Zeitalter der punischen Kriege (1883), einen Aufsatz über Die Grenzen der Alpen (1882) und das Lehrbuch Physikalische Geographie von Griechenland (1885).

## Schriften (Auswahl)
- De rebus Olbiopolitanorum. Königsberg 1852 (Dissertation).
- Die Hellenen im Skythenlande. Ein Beitrag zur alten Geographie, Ethnographie und Handelsgeschichte. Band 1 (mehr nicht erschienen), Berlin 1855.
- Geschichte Roms während des Verfalles der Republik. Vom Zeitalter des Scipio Aemilianus bis zum Ausgange der catilinarischen Verschwörung. 2 Bände, Breslau 1881–1884 (Digitalisat).
- Die Grenzen der Alpen. In: Zeitschrift des deutschen und österreichischen Alpenvereins. Band 13 (1882), S. 189–229.
- Das Zeitalter der punischen Kriege. Breslau 1883.
- mit Joseph Partsch: Physikalische Geographie von Griechenland mit besonderer Rücksicht auf das Alterthum. Breslau 1885.